# 프란츠 2세
프란츠 2세(독일어: Franz II, 1768년 2월 12일 ~ 1835년 3월 2일)는 나폴레옹 전쟁 시기의 신성 로마 제국의 마지막 황제이자 오스트리아의 황제, 헝가리와 크로아티아의 국왕, 보헤미아의 국왕으로 재위했다. 오스트리아의 황제 프란츠 1세(독일어: Franz I), 보헤미아의 국왕 프란티셰크 1세(체코어: František I.), 헝가리와 크로아티아의 국왕 페렌츠(헝가리어: Ferenc, 슬로바키아어: František II. 프란티셰크 2세, 크로아티아어: Franjo II. 프라뇨 2세)에 해당한다. 이탈리아의 국왕으로는 1805년 나폴레옹 1세가 이탈리아의 왕을 자처하기 전까지 재직했지만 실질적으로는 1797년 이탈리아에 대한 권리를 포기했다. 나폴레옹 1세의 압력으로 신성 로마 제국을 해체하기 전 오스트리아 제국을 선포하고 오스트리아의 황제가 되었다.

## 생애
1768년 2월 12일 토스카나 대공국(현재의 이탈리아) 피렌체에서 훗날 신성 로마 제국의 황제가 되는 레오폴트 2세와 스페인의 마리아 루도비카의 맏아들로 태어났다. 백부인 요제프 2세로부터 정치 교육을 받았다. 1792년 아버지가 죽자 왕위를 계승해 프랑스 대혁명의 문제를 떠맡게 되었다.
이에 다른 유럽 국가들과 동맹을 맺어 반프랑스 정책을 펼쳐 제1차 대프랑스 동맹을 지원했으나 1797년 캄포포르미오 조약으로 롬바르디아와 라인강 왼쪽 땅을 상실했고 이탈리아 왕국에 행사했었던 모든 권리를 포기하게 되었다. 1799년~1801년에 걸쳐서 프랑스에게 크게 패배했다. 나폴레옹이 프랑스 황제로 즉위하자 자신도 이에 대항해 오스트리아를 제국으로 높이고 제3차 대프랑스 동맹을 만들어 다시 대항했다. 그러나 1805년 아우스터리츠 전투에서 결정적으로 패배하면서 제3차 대프랑스 동맹이 해체되었고 1806년 8월 6일에는 나폴레옹의 협박으로 신성 로마 제국의 황제 칭호를 포기하면서 신성 로마 제국이 해체되었다.
오스트리아의 1807년 제4차 대프랑스 동맹을 결성하여 맞서 싸우지만 역시 패배했고 1809년 제5차 대프랑스 동맹 역시 아스펜-에슬링 전투와 바그람 전투에서 크게 패해 해체되었다. 1810년에는 자신의 딸 마리 루이즈를 나폴레옹과 결혼시키기도 했다. 그러나 나폴레옹이 러시아 원정에서 크게 패해 쇠퇴하자 1813년 다시 제6차 대프랑스 동맹을 결성해 1814년 프랑스 제국을 붕괴시키고 1815년 빈 회의 이후 재상 메테르니히 총리를 지지했다.
보수주의적 정치 체계를 펼쳤고 자유주의를 억압하고 나폴레옹 전쟁으로 약화된 로마 가톨릭 교회를 키우는 데 힘쓰기도 했지만 다른 한편으로는 예술과 과학을 후원했다. 신기술도 적극 도입해 도나우강에 증기선을 띄우고 철도를 건설하고 했다. 1835년 3월 2일 오스트리아 빈에서 사망했다. 이후 그의 일생과 업적을 담은 V. 비볼의 <프란츠 황제>가 1938년에 출간되었다.

## 갤러리

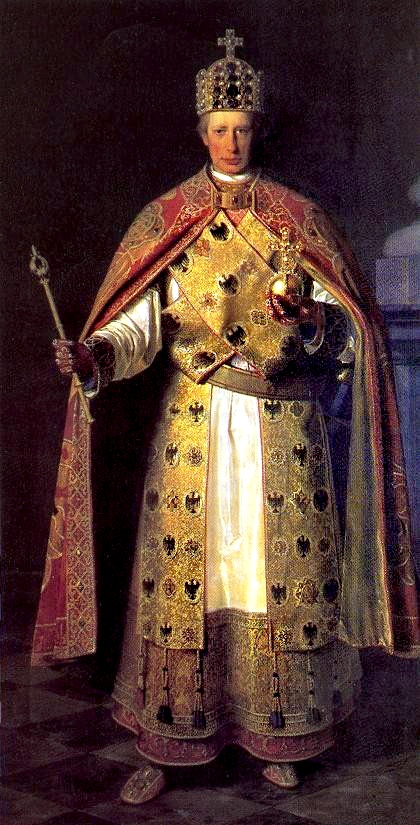
신성로마황제 시절의 프란츠 2세
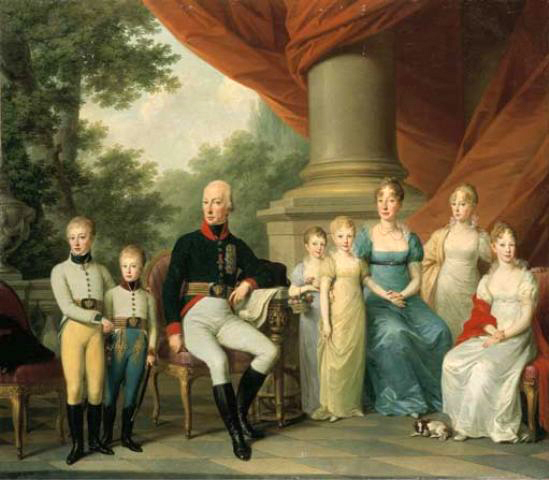
프란츠 2세와 그의 가족들
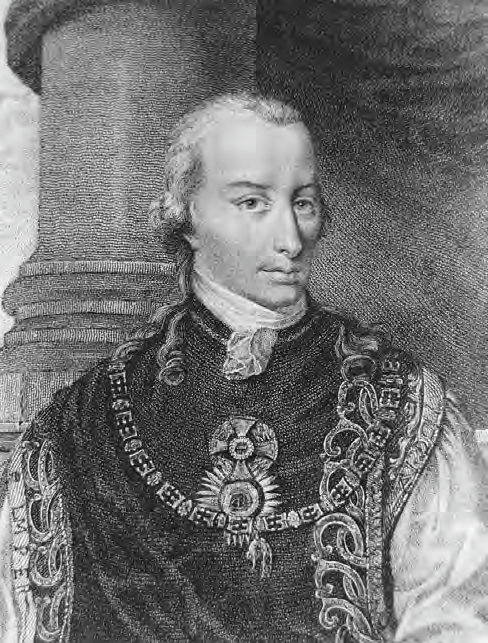
프란츠 1세는 프랑스 제1제국의 나폴레옹에 의해서 지금의 독일 지방에서 영향력을 잃어갔다.

## 자녀
프란츠 2세는 뷔르템베르크 공녀 엘리자베트 사이에서 1녀, 나폴리와 시칠리아의 마리아 테레지아 사이에서 4남 8녀를 두었다. 오스트리아에스테의 마리아 루도비카, 바이에른 공주 카롤리네 아우구스테와의 사이에선 자녀가 없었다.
| 이름                                                         | 생몰일                                                | 비고                                                                       |
| 뷔르템베르크 공녀 엘리자베트와의 사이에서 태어난 자식        | 뷔르템베르크 공녀 엘리자베트와의 사이에서 태어난 자식 | 뷔르템베르크 공녀 엘리자베트와의 사이에서 태어난 자식                      |
| ------------------------------------------------------------ | ----------------------------------------------------- | -------------------------------------------------------------------------- |
| 루도비카 엘리자베트 여대공                                   | 1790년-1791년                                         | 요절                                                                       |
| 나폴리와 시칠리아의 마리아 테레지아와의 사이에서 태어난 자식 |                                                       |                                                                            |
| 프랑스 황후, 파르마 여공 마리 루이즈                         | 1792년-1847년                                         | 나폴레옹 1세와 혼인.                                                       |
| 페르디난트 1세                                               | 1793년-1875년                                         | 마리아 안나 디 사보이아 왕녀와 혼인.                                       |
| 마리아 카롤리네 여대공                                       | 1794년-1795년                                         | 요절                                                                       |
| 카롤리네 루도비카 여대공                                     | 1794년-1795년                                         | 요절                                                                       |
| 브라질 황후 마리아 레오폴디나                                | 1797년-1826년                                         | 페드루 1세와 혼인.                                                         |
| 클레멘티나 여대공                                            | 1798년-1881년                                         | 살레르노 공작 레오폴도와 혼인.                                             |
| 요세프 프란츠 레오폴트 대공                                  | 1799년-1807년                                         | 요절                                                                       |
| 작센 왕세자비 마리아 카롤리네                                | 1801년-1832년                                         | 작센 왕세자 프리드리히 아우구스트와 혼인하였으나, 그가 왕이 되기전에 사망. |
| 프란츠 카를 폰 외스터라이히 대공                             | 1802년-1878년                                         | 바이에른 공주 조피와 혼인.                                                 |
| 마리아 안나 여대공                                           | 1804년-1858년                                         | 결혼하지 않고 죽음.                                                        |
| 요한 네포무크 대공                                           | 1805년-1809년                                         | 요절                                                                       |
| 아말리에 테레지아 여대공                                     | 1807년                                                | 요절                                                                       |